# Lisa DeJong
Lisa DeJong, née le 12 mai 1989 à Saskatoon, est une snowboardeuse handisport canadienne concourant en SB-LL2. Après l'argent au Mondiaux en cross, elle remporte le même médaille aux Jeux en 2022.

## Carrière
À l'âge de trois ans, elle est amputée de la jambe sous le genou, étant née sans articulation au niveau de la cheville.
Lors des Mondiaux 2022, elle rafle la médaille d'or en cross par équipes avec Sandrine Hamel ainsi que l'argent sur le cross et le banked slalom. Pour ses premiers Jeux quelques semaines plus tard, elle remporte la médaille d'argent en snowboard cross SB-LL2 derrière la Française Cécile Hernandez-Cervellon. C'est la première médaille remportée par le Canada en snowboard aux Jeux.

## Palmarès

### Jeux paralympiques
| Épreuve / Édition | Cross  | Banked slalom |
| ----------------- | ------ | ------------- |
| JP 2022 Pékin     | Argent |               |

Légende :
  : première place, médaille d'or
 : deuxième place, médaille d'argent
 : troisième place, médaille de bronze
 : pas d'épreuve

### Championnats du monde
| Épreuve / Édition         | Cross  | Banked slalom | Cross par équipes |
| ------------------------- | ------ | ------------- | ----------------- |
| Mondiaux 2022 Lillehammer | Argent | Argent        | Or                |

Légende :
  : première place, médaille d'or
 : deuxième place, médaille d'argent
 : troisième place, médaille de bronze
 : pas d'épreuve